# PGC 35514
LEDA/PGC 35514 ist eine Spiralgalaxie im Sternbild Löwe an der Ekliptik. Sie ist schätzungsweise 309 Millionen Lichtjahre von der Milchstraße entfernt und hat einen Durchmesser von etwa 70.000 Lichtjahren. Vom Sonnensystem aus entfernt sich das Objekt mit einer errechneten Radialgeschwindigkeit von näherungsweise 6.900 Kilometern pro Sekunde.
Im selben Himmelsareal befinden sich unter anderem die Galaxien NGC 3713, PGC 1829561, PGC 1831065, PGC 1831549.